# Merga Bien

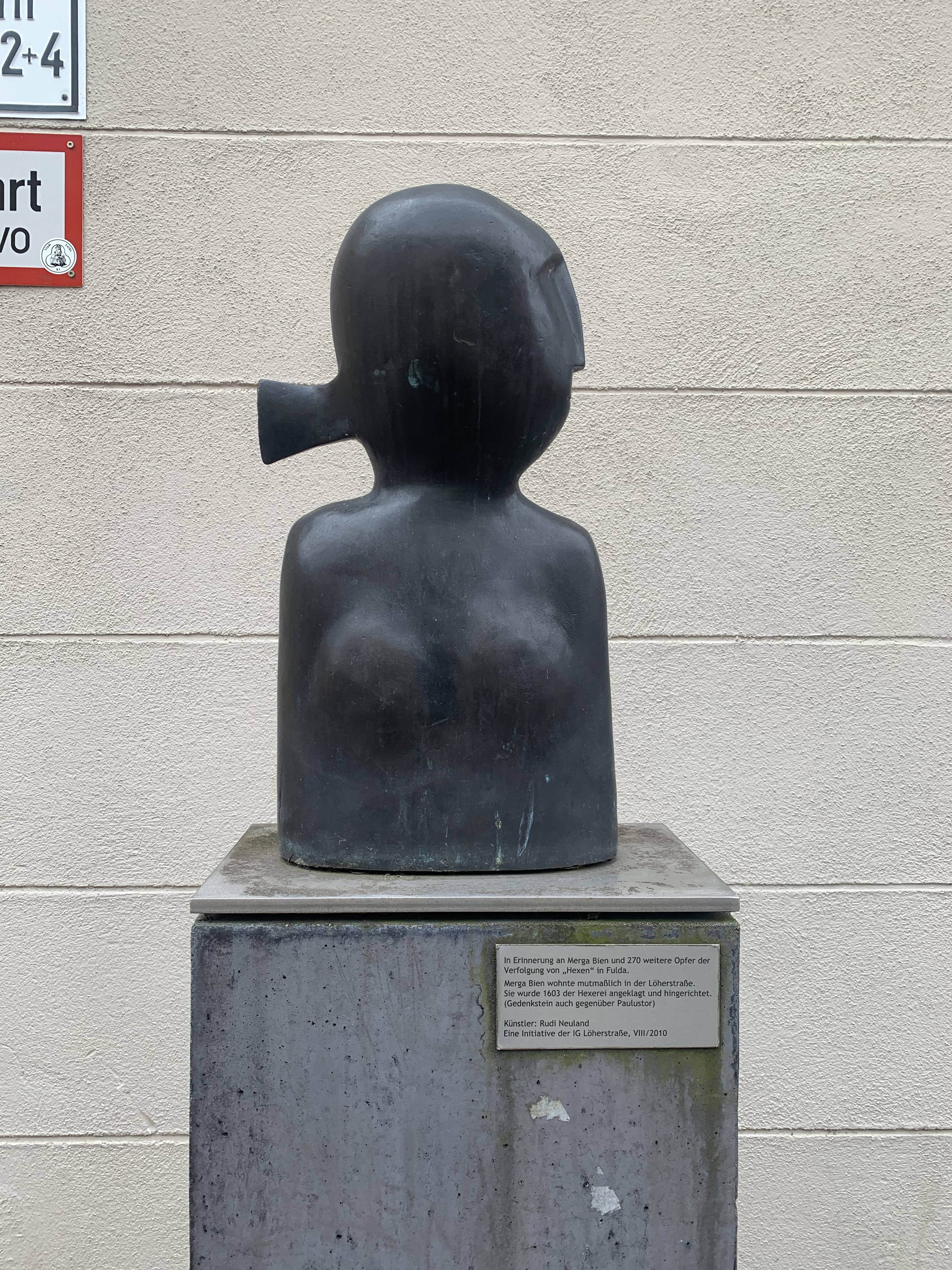
Denkmal für Merga Bien in der Löherstraße in Fulda

Merga Bien (* ca. Ende der 1560er Jahre; † im Herbst 1603 in Fulda) war in dritter Ehe verheiratet mit Blasius Bien, wurde am 19. Juni 1603 wegen angeblicher Hexerei verhaftet und im Herbst 1603 während der Hexenverfolgungen unter Fürstabt Balthasar von Dernbach auf dem Gerichtsplatz in Fulda hingerichtet.

## Familie
Merga Bien wurde vermutlich Ende der 1560er Jahre als Tochter eines Gerbers in Fulda geboren. Sehr früh wurde sie an den alten Witwer Wilhelm Franck verheiratet, der aber bald nach der Hochzeit starb. Diese erste Ehe blieb kinderlos. Wilhelm Franck hinterließ ihr ein gewisses Barvermögen und zusammen mit ihrer Mitgift verfügte sie nun über 56 Gulden, was in etwa dem Jahresgehalt eines Fuldaer Stadtschreibers zu dieser Zeit entsprach.
Sie heiratete in zweiter Ehe Christoph Orth. Mit ihm hatte sie zwei Kinder. Doch Ehemann und beide Kinder starben kurz hintereinander – vermutlich an der Pest. Aus den Hexenprozessakten geht nicht hervor, ob sie in diesem Zusammenhang schon als Giftmischerin verleumdet wurde. Später im Prozess waren diese Todesfälle ein wichtiger Anklagepunkt.
Um das Jahr 1588 heiratete sie zum dritten Mal, und zwar Blasius Bien, der zunächst im Dienst des Schultheißen von Hünfeld und Michelsrombach stand. Schließlich wurde er in Schlitz selbst Schultheiß. Nach einem Streit mit den Herren von Schlitz (genannt von Görtz) quittierte er dort den Dienst und kehrte mit seiner Frau Merga nach Fulda zurück. Welcher Beschäftigung er hier nachging, wird nicht überliefert.

## Hexenprozess

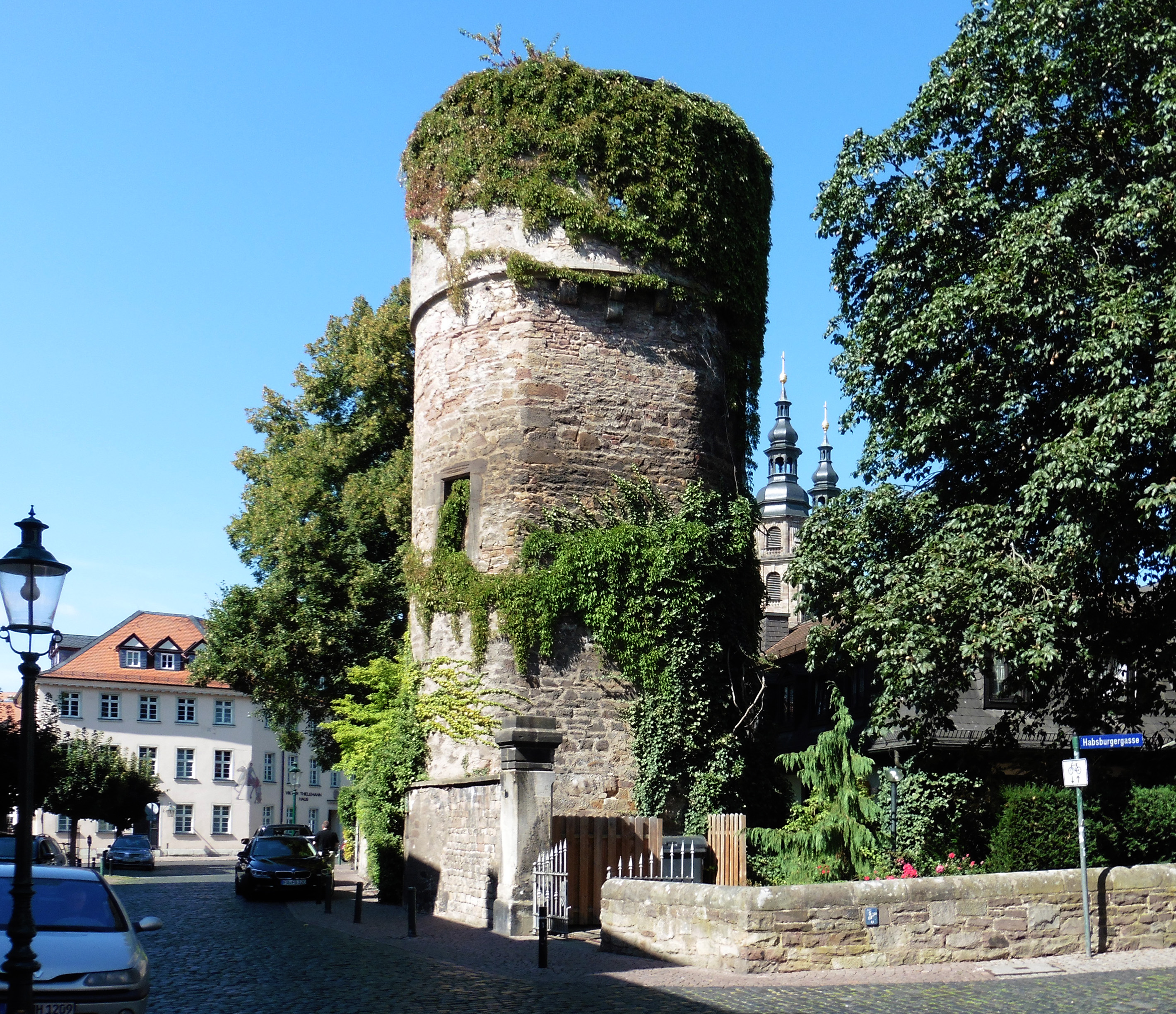
Hexenturm in Fulda

Den Hexenverfolgungen im Hochstift Fulda fielen ca. 250 Menschen zum Opfer. Merga Bien war eine der ersten Frauen, die vom Zentgrafen und Malefizmeister Balthasar Nuss im Rahmen der 1603 einsetzenden Hexenverfolgungen verhaftet wurden.
Am 19. Juni 1603 wurde sie inhaftiert und in einen Hundekäfig gesperrt, weil das Gefängnis im Schloss überfüllt war. Dagegen klagte ihr Ehemann Blasius Bien vor dem Reichskammergericht in Speyer. Von dort kam wenige Wochen später ein Mandat, dass ihr bessere Haftbedingungen zu gewähren seien und dass sie auf keinen Fall gefoltert werden dürfe. Es hatte sich herausgestellt, dass sie schwanger war. Aufgrund des damals geltenden Rechts (nach der Constitutio Criminalis Carolina) war das Foltern in der Schwangerschaft verboten.
Vermutlich wurde Merga Bien daraufhin für kurze Zeit freigelassen, aber am 4. August abermals verhört. Sie wurde beschuldigt, ihren zweiten Ehemann und ihre Kinder vergiftet, den Junckern von Schlitz eine üble Krankheit angehext, den Tod der Kühe des Michelsrombacher Schultheißen herbeigeführt und am Hexensabbat teilgenommen zu haben. Auch wurde ihr vorgeworfen: Da ihre Ehe mit Blasius Bien 14 Jahre lang kinderlos geblieben war, könne ihre derzeitige Schwangerschaft nur das Werk des Teufels sein.
Nach 14 Wochen Haft gab sie schließlich unter der Folter alle Anschuldigungen zu mit den Worten: „… ach Gott, so will ich es getan haben“ und wurde im Herbst 1603 auf dem Gerichtsplatz in Fulda verbrannt. Dafür musste Blasius Bien die horrende Summe von 91½ Gulden als Hinrichtungskosten an Nuss entrichten. Mergas Mutter und deren Schwester waren einige Wochen vorher ebenfalls auf dem Scheiterhaufen hingerichtet worden.

## Lokale Rezeption

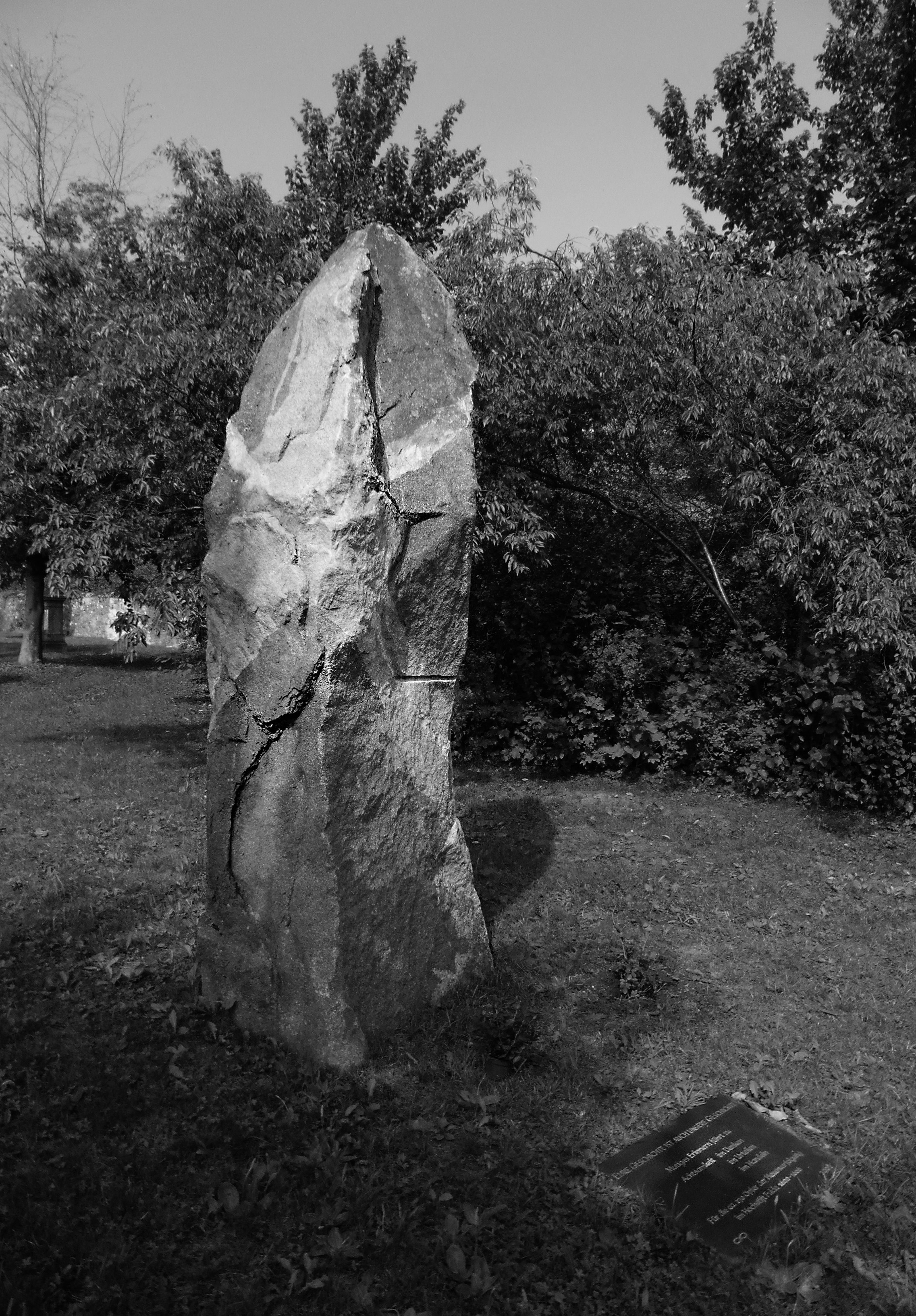
Gedenkstätte zur Hexenverfolgung auf dem alten Dompfarrlichen Friedhof in Fulda

In Fulda hat sich der Förderverein „Frauenzentrum Fulda“ am Beispiel des Schicksals von Merga Bien ausführlich mit den lokalen Hexenverfolgungen befasst. Unter der Schirmherrschaft von Oberbürgermeister Möller wurde 2006 vom Verein „Theater aller Art“ dazu das Stück „Scheiterhaufen“ von Christine van Endert-Saillet aufgeführt.
Am 15. November 2008 wurde ein Denkmal für die Opfer der Hexenprozesse in Fulda eingeweiht.
2013 und 2016 führte der Verein „Virtuoso e. V. – Die Musicalfabrik“ das Musical Merga Bien im Propsteihaus der Gemeinde Petersberg bei Fulda auf.
Im Rahmen der digitalen Erinnerungskultur wurde seitens des Frauenbüros der Stadt Fulda im April 2025 eine multimediale Führung zur Geschichte von Merga Bien veröffentlicht. Diese ermöglicht eine ortsbezogene Auseinandersetzung mit ihrem Schicksal im Kontext der Hexenverfolgungen in Fulda.